# اوناب
اوناب (به لاتین: Onab) یک منطقهٔ مسکونی در افغانستان است که در ولایت بدخشان واقع شده‌است.